# Ostrinotes sophocles
Ostrinotes sophocles is een vlinder uit de familie van de Lycaenidae. De wetenschappelijke naam van de soort werd als Hesperia sophocles in 1793 gepubliceerd door Johann Christian Fabricius.

## Synoniemen
- Thecla wilhelmina Kirby, 1871
- Thecla virginia Draudt, 1920 nomen nudum